# Dzina Sazanavets
Dzina Viktarauna Sazanavets –en bielorruso, Дзіна Віктараўна Сазанавец– (Klichev, URSS, 25 de octubre de 1990) es una deportista bielorrusa que compitió en halterofilia.
Ganó una medalla de bronce en el Campeonato Mundial de Halterofilia de 2013 y tres medallas en el Campeonato Europeo de Halterofilia entre los años 2013 y 2015. Todas estas medallas las perdió posteriormente por dopaje.
Aparte, participó en los Juegos Olímpicos de Londres 2012, ocupando el cuarto lugar en la categoría de 69 kg; resultado que también le fue anulado por dopaje.

## Palmarés internacional
| Campeonato Mundial | Campeonato Mundial  | Campeonato Mundial | Campeonato Mundial |
| Año                | Lugar               | Medalla            | Categoría          |
| ------------------ | ------------------- | ------------------ | ------------------ |
| 2013               | Breslavia (Polonia) | DSC                | 69 kg              |
| Campeonato Europeo |                     |                    |                    |
| Año                | Lugar               | Medalla            | Categoría          |
| 2013               | Tirana (Albania)    | DSC                | 69 kg              |
| 2014               | Tel Aviv (Israel)   | DSC                | 69 kg              |
| 2015               | Tiflis (Georgia)    | DSC                | 69 kg              |